# بيت هندرسون
بيت هندرسون (بالإنجليزية: Pete Henderson)‏ (و. 1895 – 1940 م) هو مهندس، وسائق سيارة سباق كندي، ولد في أونتاريو، توفي في لوس أنجلس، عن عمر يناهز 45 عاماً.

## روابط خارجية
- بيت هندرسون على موقع DriverDB.com (الإنجليزية)